# Angeli della morte del Lainz
Waltraud Wagner (...), 
Maria Gruber (...), 
Irene Leidolf (...) e 
Stephanija Mayer (...) sono delle serial killer austriache, note come gli Angeli della morte del Lainz Hospital, che tra il 1982 e il 1989 uccisero almeno una quarantina di persone.

## Fatti
Il Lainz Hospital è uno dei maggiori ospedali di Vienna. La struttura venne costruita nel 1839 e si trova nel distretto di Hietzing, nella parte occidentale della capitale austriaca. 
Nel 1983 Waltraud Wagner, aiuto-infermiera, all'epoca ventitreenne, fece la sua prima vittima al padiglione V del Lainz Hospital. Si trattava di una donna di settantasette anni, malata terminale. La Wagner iniettò della morfina, provocandone la morte. Dopo questo crimine la Wagner trovò piacevole di "giocare a essere Dio" e di decidere della vita dei pazienti. In breve tempo la Wagner coinvolse altre colleghe, Maria Gruber e Irene Leidolf. Dal 1987 si aggiunse  anche Stephanija Mayer. 
Tra il 1983 e il 1989 il gruppo assassinò almeno una quarantina di persone, non solo con iniezioni letali di insulina e di morfina, ma anche praticando una forma di tortura, la cosiddetta "cura dell'acqua", con la quale il malcapitato veniva bloccato dalle infermiere. Quindi il naso veniva tappato, la lingua fatta uscire e, per bocca, veniva fatto ingoiare tanta acqua. Le vittime del quartetto venivano assassinate perché disturbavano il loro lavoro. La mente pianificatrice di questo sterminio era la Wagner.
Nel corso del 1988 all'interno dell'ospedale girava voce riguardo alla presenza di un killer.
Nel febbraio del 1989 le quattro donne furono scoperte, poiché un medico del Lainz carpì una conversazione nella quale il quartetto, mentre erano in un bar, ridacchiavano della morte di Julia Drapal. Terrorizzato da quei discorsi, il medico si recò dalla polizia per denunciare il fatto.
Dopo alcune settimane di indagini, il 7 aprile 1989 le quattro donne furono arrestate. Il responsabile del reparto, Xavier Pesendorfer venne sospeso per omessa denuncia.
Nel 1991 la Wagner e la Leidolf vennero condannate all'ergastolo, mentre la Mayer e la Gruber a quindici anni.
Nel 2008 la Wagner e la Leidolf furono rilasciate per buona condotta, mentre la Mayer e la Gruber vennero liberate qualche anno prima. Le quattro donne hanno assunto una nuova identità.